# Pleraplysilla
Genre
Dictyoceratida est un genre d'animaux de l'embranchement des éponges (les sont éponges des animaux sans organes ou appareils bien définis).

## Liste d'espèces
- Pleraplysilla australis (Hentschel, 1912)
- Pleraplysilla hyalina de Laubenfels, 1950
- Pleraplysilla latens George & Wilson, 1919
- Pleraplysilla minchini Topsent, 1905
- Pleraplysilla parviconulata (Poléjaeff, 1884)
- Pleraplysilla reticulata Maldonado & Uriz, 1999
- Pleraplysilla spinifera (Schulze, 1879)